# Grigori Zavgorodni
Grigori Demídovich Zavgorodni (del ruso: Григорий Демидович Завгородний) fue un militar soviético de etnia rusa, participante en la Gran Guerra Patria, como comandante de una batería del 154.º Regimiento de Artillería de la Guardia de la 76.ª División de Fusileros de la Guardia del 61.º Ejército del Frente Central. Héroe de la Unión Soviética (1944).

## Biografía
Nació el 9 de noviembre de 1914 en Novonikoláyevka, actual raión de Azov del óblast de Rostov de Rusia, en el seno de una familia obrera rusa. Finalizó siete cursos en la escuela y trabajó en un koljós. En 1934 acabó un curso de fresador y en 1936-1937 sirvió en el Ejército Rojo. Se graduó en la escuela de artillería de campaña del 114.º Regimiento del distrito militar del Cáucaso Norte. En 1937 pasó a la reserva y en los dos años siguientes realizó cursos de electricista y la Escuela Técnica Ferroviaria de Krasnodar. En 1939 finalizó los cursos del cuerpo de oficiales de la reserva en la Escuela de Artillería Orzhdonikidze, donde fue nombrado suboficial. A continuación trabajó como empleado en la estación de Beloréchensk.
Fue llamado de nuevo al ejército el 24 de junio de 1941. Fue enviado al frente en febrero de 1942 y actuó como jefe de sección de baterías de artillería. Combatió en Crimea, el Cáucaso Norte y Sur, el Frente del Sudeste, Stalingrado, Frente del Don, Briansk, Frente Central y Frente Bielorruso. En 1943 se hizo miembro del Partido Comunista de la Unión Soviética.
Se distinguió en los combates en el río Dniéper entre el 29 de septiembre y el 2 de octubre de 1943, favoreciendo en gran modo su paso cerca de Mysy, en el raión de Ripky del óblast de Cherníhiv de Ucrania. Su última operación en la guerra fue junto al mar Báltico, en el paso del río Oder y el asalto a la fortaleza de Stettin.
En noviembre de 1945 finalizó la escuela superior de artillería en Leningrado. Hasta febrero de 1949 serviría como suplente del comandante de la División de Artillería de la 9.ª División Mecanizada del Grupo de Fuerzas Soviéticas en Alemania, y más tarde como comandante de una división del 167.º Regimiento de Artillería de la 24.ª Brigada de Fusileros de la Región Militar de Siberia Occidental.
Murió por un Infarto de corazón el 12 de diciembre de 1955 y fue enterrado en Novosibirsk. En marzo de 1956 sus restos fueron trasladados a Saky, donde fueron inhumados en el cementerio civil. Junto a la tumba se erigió un monumento.

## Condecoraciones
Por ukaz del Presidium del Sóviet Supremo de la Unión Soviética del 15 de enero de 1944 fue condecorado como Héroe de la Unión Soviética
con la Orden de Lenin y la Estrella de Oro (nº 2954).
Recibió la Orden de la Bandera Roja (26 de octubre de 1944), dos Órdenes de la Guerra Patria de II clase (17 de agosto de 1943 y 29 de febrero de 1945), dos Órdenes de la Estrella Roja (6 de febrero de 1943 y 3 de noviembre de 1953), la Medalla por el Servicio de Combate (24 de junio de 1948), la Medalla por la Defensa de Stalingrado, la Medalla de la victoria sobre Alemania en la Gran Guerra Patriótica 1941-1945, la Medalla por la Liberación de Varsoviay la Medalla de los XXX años del Ejército y la Armada Soviética.

## Homenaje
En su tumba de Saky se erigió un monumento. En la escuela de Novonikoláyevka, por su 140.º aniversario en 2007, se colocó una placa conmemorativa con los nombres de sus alumnos Héroes de la Unión Soviética Grigori Zavgorodni y Fiódor Shinkarenko. En 2010, junto a la fosa donde reposan los restos de los caídos por la liberación de la localidad, se instaló una piedra memorial que inmortaliza la memoria de ambos.